# Gérard Darmon
Gérard Darmon (Parigi, 29 febbraio 1948) è un attore e cantante francese naturalizzato marocchino di origine algerina.

## Biografia
Darmon è nato a Parigi da genitori algerini di origine ebraica, che scelsero per lui il nome Gérard in onore dell'attore Gérard Philipe; il padre, Henri Messaoud Darmon, originario di Orano, emigrò a Parigi nel 1937 dove, dopo aver condotto una vita da teppista con i soprannomi di Trompe-la-mort e Riquet de Bastille, divenne un rappresentante di vino, mentre la madre era una casalinga originaria di Aïn El Arbaa, emigrata invece in Francia nel 1947.
Gérard trascorre la sua giovinezza nel XIV arrondissement di Parigi, vicino a Parc Montsouris e si appassiona alla musica all'età di 10 anni, al campo estivo in Bretagna, ascoltando alla radio Quitte ou double. In seguito abbandona il liceo nell'anno della maturità e va a vivere quattro mesi in Israele nel kibbutz Hasolelim 6, prima di tornare a Parigi per prendere lezioni di recitazione sotto la direzione di Bernard Bimont; i suoi idoli sono Jerry Lewis e Fernandel. Nel 1972 non supera l'esame di ammissione al Conservatoire national supérieur d'art dramatique e si esibisce nei caffè-teatri insieme a Jean-Pierre Bacri per quasi 10 anni.
Viene notato da Roger Hanin che gli procura alcuni piccoli ruoli nel cinema, e la direttrice del casting Margot Capelier lo assume nel 1973 per un ruolo secondario ne Le folli avventure di Rabbi Jacob, diretto da Gérard Oury. Nel 1980 recita in Diva, diretto da Jean-Jacques Beineix e in The Great Pardon, diretto da Alexandre Arcady nel 1982. Nel 1983 recita, invece, nel film di Tony Gatlif, Les Princes, On ne meurt que deux fois di Jacques Deray, Betty Blue (1986) di Jean-Jacques Beineix, Pour Sacha di Alexandre Arcady e La teta y la luna di Juan José Bigas Luna, che gli vale il Premio Patrick Dewaere nel 1983, e in Asterix & Obelix - Missione Cleopatra (2001), che gli vale una candidatura al Premio César. Nel 2011 partecipa al film Benvenuto a bordo, con Luisa Ranieri.
Ammiratore di Frank Sinatra, nel 2003 incide due album, Au milieu de la nuit e Dancing nel 2006. Nel dicembre 2008, pubblica il suo terzo album, On s'aime, con Marc Esposito e Marc Lavoine, Pauline, Amel Bent, Bob Decout e Pierre Palmade.

## Vita privata
Darmon è stato sposato dal 1968 con Nicole Recoules, dalla quale ha avuto Virginie, anch'ella attrice. Nel 1987 incontra Anaïs Jeanneret che sarà la sua compagna per qualche tempo. In seguito sarà per cinque anni il compagno di Mathilda May, dalla quale ha avuto due figli, Sarah, nata nel 1994, e Jules, nato nel 1997, prima di separarsi. Dal 2000 vive con Christine, di vent'anni più giovane, che sposa il 12 marzo 2014. Il 14 agosto 2017, Christine dà alla luce la loro prima figlia, di nome Lena.

## Attività politica

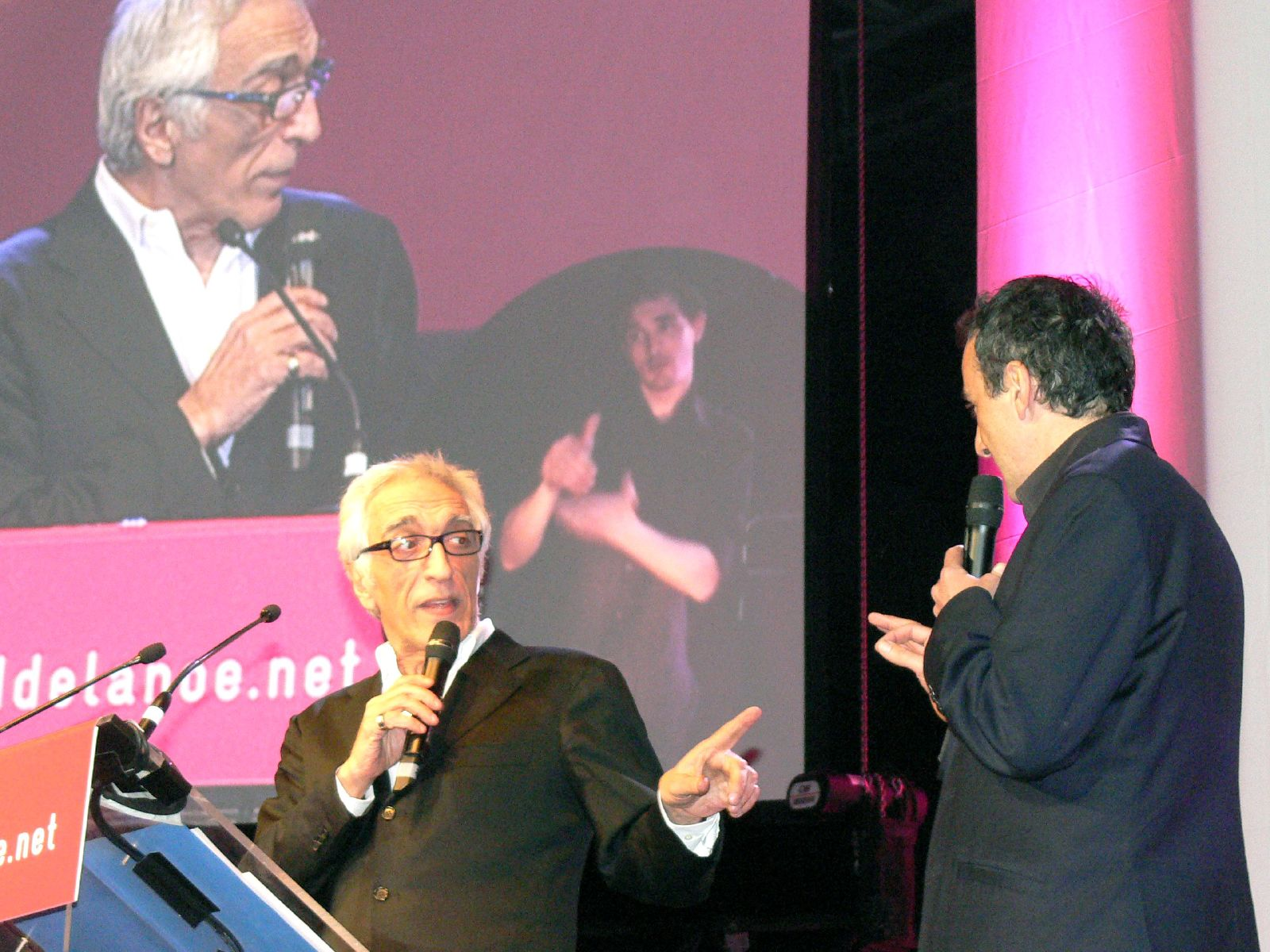
Gérard Darmon durante le elezioni del 2008 a Parigi.

Darmon sostenne Bertrand Delanoë durante la campagna elettorale del 27 febbraio 2008 allo Zenith di Parigi.
Nel settembre 2011, nel programma On n'est pas couché, affermò che Gilbert Collard è "leggermente a destra di Hitler a livello di idee". L'avvocato di Marsiglia rispose in seguito denunciando "una banalizzazione dell'hitlerismo e del nazionalsocialismo". Accusato in tribunale, l'attore pagò 500 euro di multa per aver insultato Collard.
È presente anche all'incontro per il lancio della campagna elettorale di François Hollande, il 22 gennaio 2012, a Le Bourget. Nel novembre 2016, co-conduce una manifestazione con altre personalità del mondo dello spettacolo a sostegno di Hollande.
Nel dicembre 2023, ha firmato una lettera aperta a sostegno di Gérard Depardieu, allora accusato di stupro, aggressione sessuale e molestie sessuali.

## Filmografia parziale
- Le folli avventure di Rabbi Jacob (Les aventures de Rabbi Jacob), regia di Gérard Oury (1973)
- Coraggio scappiamo (Courage fuyons), regia di Yves Robert (1979)
- Diva, regia di Jean-Jacques Beineix (1981)
- Il grande perdono (Le Grand Pardon), regia di Alexandre Arcady (1982)
- L'uomo perfetto (Les Princes), regia di Tony Gatlif (1982)
- Notre histoire, regia di Bertrand Blier (1984)
- La vera storia della rivoluzione francese (Liberté, égalité, choucroute), regia di Jean Yanne (1985)
- Shocking Love (On ne meurt que deux fois), regia di Jacques Deray (1985)
- Betty Blue (37º2 le matin), regia di Jean-Jacques Beineix (1986)
- La ragazza senza fissa dimora (Rue du départ), regia di Tony Gatlif (1986)
- Pathos - Segreta inquietudine, regia di Piccio Raffanini (1988)
- Sans peur et sans reproche, regia di Gérard Jugnot (1988)
- Ci sono dei giorni... e delle lune (Il y a des jours... et des lunes), regia di Claude Lelouch (1990)
- Gaspard e Robinson (Gaspard et Robinson), regia di Tony Gatlif (1990)
- Il giorno del perdono (Le grand pardon II), regia di Alexandre Arcady (1992)
- L'amante del tuo amante è la mia amante (Tout ça... pour ça!), regia di Claude Lelouch (1993)
- La teta y la luna, regia di Bigas Luna (1994)
- Asterix & Obelix - Missione Cleopatra (Astérix & Obélix: Mission Cléopâtre), regia di Alain Chabat (2002)
- In fuga col cretino (Le Boulet), regia di Alain Berbérian, Frédéric Forestier (2002)
- Febbre da rigore (Trois zéros), regia di Fabien Onteniente (2002)
- Triplo gioco (The Good Thief), regia di Neil Jordan (2002)
- Il cuore degli uomini (Le Coeur des hommes), regia di Marc Esposito (2003)
- Pistole nude (Mais qui a tué Pamela Rose?), regia di Éric Lartigau (2003)
- Callas e Onassis, regia di Giorgio Capitani - miniserie TV (2005)
- Benvenuto a bordo (Bienvenue à bord), regia di Éric Lavaine (2011)
- È arrivato nostro figlio (100% cachemire), regia di Valérie Lemercier (2013)
- Bis - Ritorno al passato (Bis), regia di Dominique Farrugia (2015)
- Chacun sa vie, regia di Claude Lelouch (2017)
- Tutti in piedi (Tout le monde debout), regia di Franck Dubosc (2018)
- Questione di tempismo (Brillantissime), regia di Michèle Laroque (2018)

## Doppiatori italiani
- Angelo Nicotra in Betty Blue
- Rodolfo Bianchi in Asterix & Obelix - Missione Cleopatra, Gaspard e Robinson
- Paolo Buglioni ne L'amante del tuo amante è la mia amante
- Jacques Stany ne La teta y la luna
- Diego Reggente ne In fuga col cretino
- Stefano De Sando ne Il cuore degli uomini, Benvenuto a bordo
- Ennio Coltorti in Triplo gioco
- Pietro Biondi in Bis - Ritorno al passato
- Paolo Marchese in Tutti in piedi

## Riconoscimenti
- 1983 - Premio Patrick Dewaere
- 1987 - Nominato Premio César per Betty Blue
- 2003 - Nominato Premio César per Asterix & Obelix - Missione Cleopatra
- 2007 - Nominato Raimu Award for Comedy per The Heart of Men 2
- 2008 - Nominato Premio Lumière per The Heart of Men 2